# Біберган Вадим Давидович
Вадим Давидович Біберган (*24 січня 1937, Москва, СРСР) — радянський та російський композитор, піаніст, музичний педагог. Заслужений діяч мистецтв Росії (1993). Народний артист Росії (2007). 

## Біографічні відомості
Народився 1937 року в Москві в сім'ї Давида Абрамовича Бібергана (1902—1973) — радянського військового і державного діяча, уродженця українського с. Криве Озеро (нині Миколаївської області).
У 1961 р. закінчив Уральську консерваторію по класу фортепіано (педагог Н. Позняківська) і по композиції (педагог Віктор Трамбицький). У 1967 році — аспірантуру Ленінградської консерваторії (педагог Д. Шостакович).
З 1968 року викладав композицію в Уральській консерваторії, з 1978 — професор Санкт-Петербурзького інституту культури.
Автор вокальних (пісень, романсів), хорових, симфонічних, камерно-інструментальних творів, творів для народних інструментів, музики до кінофільмів та театральних вистав (театрів Свердловська і Москви).
В. Біберганом написано понад сто пісень, які виконували відомі співаки — Й. Кобзон, В. Толкунова, Е. Хіль, І. Бржевська, О. Камбурова.
Більше 20 років у Росії і за кордоном виступав фортепіанний дует Вадима Пальмова і Вадима Бібергана.
Працював на картинах відомих режисерів: Гліба Панфілова (автор музики, практично, до всіх його фільмів), Олексія Симонова, Ярополка Лапшина, Костянтина Єршова та ін.
Написав музику до українських фільмів реж. Е. Дмитрієва: «Відрядження» (1988) і «Вікно навпроти» (1991) — студія «Укртелефільм»; картини реж. О. Амеліна «Павутина» (1992).

## Фільмографія
- «Убитий не на війні» (1962, короткометражний)
- «Справа Курта Клаузевіца» (1964, короткометражний)
- «Наш вірний друг» (1964, документальний)
- «У вогні броду немає» (1967)
- «Російські потішки» (1968, мультфільм)
- «Драма в цирульні» (1970, короткометражний)
- «Початок» (1970)
- «Казка про твердий горіх» (1970, мультфільм)
- «Відкриття» (1973)
- «Прошу слова» (1975)
- «Полковник у відставці» (1975)
- «Степанова пам'ятка» (1976)
- «Звичайна Арктика» (1976)
- «Друга спроба Віктора Крохіна» (1977)
- «Життєва справа» (1977)
- «Випадкові пасажири» (1978)
- «Людина, якій щастило» (1978)
- «Тема» (1979)
- «Десант на Орінгу» (1979)
- «Останнє полювання» (1979)
- «Пізні побачення» (1980)
- «Валентина» (1981)
- «Потя і Потіха» (1982, мультфільм)
- «Простір для маневру» (1982)
- «Сувенір» (1982)
- «Дублер починає діяти» (1983)
- «Васса» (1983)
- «Преферанс п'ятницями» (1984)
- «Один і без зброї» (1984)
- «Сон в руку, або Валіза» (1985)
- «Червона стріла» (1986)
- «Пробач» (1986)
- «Дитячий майданчик» (1987)
- «Везуча людина» (1987)
- «Відрядження» (1988, Укртелефільм)
- «Мати» (1989)
- «Процес» (1989)
- «Я оголошую вам війну» (1990)
- «Танк „Клим Ворошилов-2“» (1990)
- «Єльцин. Мінливості долі» (1990, документальний)
- «Вікно навпроти» (1991, Укртелефільм)
- «Чича» (1992)
- «Павутина» (1992, Україна)
- «Дим» / рос. «Дымъ» (1992, Росія—ФРН)
- «Тоталітарний роман» (1998)
- «Романови. Вінценосна сім'я» (2000)
- «Приходь на мене подивитися» (2000, реж. Олег Янковський)
- «На півдорозі до Парижа» (2001)
- «Спецвідділ» (2002)
- «Кавалери морської зірки» (2003)
- «Радості і печалі маленького лорда» (2003, реж. І. Попов)
- «Ті, що втратили сонце» (2005)
- «У колі першому» (2006)
- «Захист Красіна» (2006, т/с)
- «Вир» (2007, т/с)
- «Зберігати вічно» (2007)
- «Без вини винуваті» (2008)
- «Захист Красіна-2» (2008, т/с)
- «Переділ. Кров з молоком» (2008, т/с)
- «Захист Красіна-3» (2011, т/с)
- «Ленінградка» (2011—2015, документальний)
- «Іван Денисович» (2020) — Номінація на Кінопремію «Золотий орел» за 2021 рік: „Найкраща музика до фільму“ (2020 «Іван Денисович», реж. Гліб Панфілов)[1]